# 苏丹阿都哈密哈林沙
苏丹阿都哈密哈林沙爵士 KCMG（1864年6月4日—1943年5月13日），全稱蘇丹阿都·哈密·哈林·沙·伊本·蘇丹·阿末·泰朱丁·馬卡讓·沙爵士陛下（Paduka Sri Sultan Sir Abdul Hamid Halim Shah ibni Almarhum Sultan Ahmad Tajuddin Mukarram Shah），吉打的第26任蘇丹，吉打蘇丹蘇丹巴德利沙及馬來西亞第一任首相东姑阿都拉曼之父，前馬來西亞最高元首苏丹端姑阿都哈林及現任吉打蘇丹苏丹沙烈胡丁的祖父。苏丹阿都哈密哈林沙在1881年9月22日−1943年5月13日期間在位為吉打蘇丹。

## 外交
1905年，蘇丹阿都哈密哈林沙曾在國家經濟危機時向暹羅申请2,500,000美元的贷款。贷款延期的条件是接受暹罗宫廷的财务顾问，并成立国务院协助苏丹在所有公共事务的管理中。这导致了1905年7月29日颁布了新宪法。国务院由他的兄弟管理，随后由他们的儿子管理。国务院的成立从而限制了苏丹的行政权力。
他統治期間的標誌為在1909年所簽署的《1909年英国—暹罗条约》，象征著吉打的宗主權由暹羅轉移至英國。

## 生平
1895年，朱拉隆功国王授予苏丹哈米德一级白象勋章，赐封号“昭披耶赛布里”，后来又赐予额外的封号“披耶•里迪松克拉姆•拉玛巴克迪”。此外，朱拉隆功国王还送苏丹哈米德的两个儿子到欧洲深造。长子东姑尤索夫学成归来后，曾在国王麾下效力；次子东姑巴德利沙在获得牛津大学的经济学学位后，在暹罗短暂停留了一段时间。
两国保持着良好的关系，吉打每三年都会向曼谷的暹罗王宫献上象征朝贡的“金银花”，以示对暹罗宗主地位的尊重。直到1910年朱拉隆功国王去世，国王对苏丹哈米德一直怀有深厚的感情，并十分尊重他。
苏丹哈米德曾四次访问暹罗，分别在1890年、1892年、1895年和1903年。相反，朱拉隆功国王访问吉打的记录仅有1874年、1890年、1896年和1904年。不过，根据苏丹哈米德的信件记录，朱拉隆功国王实际上只在1890年访问过吉打。
从苏丹哈米德1882年登基到1905年，暹罗并未干涉吉打的内部事务。然而，1905年，吉打因财政危机（部分原因是因其王储东姑易卜拉欣举行了持续三天的婚礼及向放贷人借贷）而不得不向暹罗借款2,500,000美元。借款的条件是吉打必须接受一名来自暹罗王室的财政顾问，并成立一个州议会以协助苏丹处理所有民事事务。实际上，贷款是来自海峡殖民地，财政顾问是一位名叫WJF威廉姆森的英国人。
这导致了1905年7月29日新宪法的颁布。在随后的几年里，吉打的行政事务由州议会管理，议会主席分别是苏丹的弟弟东姑阿卜杜勒阿齐兹（1905-1907年），以及另一位弟弟东姑马哈茂德（1907-1914年），之后由苏丹的两个儿子东姑易卜拉欣（1914-1934年）和东姑巴德利沙（1937-1943年）接任。州议会的成立意味着苏丹的权力受到限制。
1909年，为了保护暹罗免受英国和法国等大国的威胁，朱拉隆功国王签署了一项协议，将暹罗对北部马来属国，即玻璃市、吉打、吉兰丹和登嘉楼的宗主权移交给英国。此举是在未征得马来苏丹同意的情况下进行的，令苏丹哈米德感到痛心。据说，苏丹曾说道：“朕可以原谅买家，但朕无法原谅卖家。”

## 個人生活
虽然苏丹哈米德在晚年变得更加孤僻，但他仍然对周围的事情保持清醒。他是一位虔诚的穆斯林，经常被人看到在每天早晨步行或坐在由随从拉动的轿车中，出现在甘榜巴鲁宫附近。有时，他会在轿车前面边走边数念珠祈祷。
苏丹哈米德的食物由一位华人厨师准备，他的食量不大。哈米德苏丹擅长台球，几乎每天都在他的私人台球室打台球。除非前往清真寺参加周五礼拜，或乘坐维多利亚式马车出行（后来被一辆黄色劳斯莱斯取代），他很少出现在公众场合。
按照惯例，皇室成员和高级政府官员会在开斋节期间拜访苏丹哈米德，地点通常是在甘榜巴鲁宫。访客们在等待苏丹出现时，会在楼上的会客厅接待，期间会分发雪茄，并用香水洒在手帕上。此时，苏丹哈米德往往言语不多，不久之后便会离开。

## 家庭
苏丹阿都哈密哈林沙有几个妻子和伴侣，分別為Che Manjelara、Che Sofiah、Sharifah Fatimah Binti Syed Idrus、Sharifah Seha Binti Syed Hussein、Che Spachendra、Sharifah Mariam 和 Che Laraseh，並於幾人生下了43個孩子。其中苏丹的第七个儿子和第二十个孩子，即后来成为馬來西亞第一任首相的东姑阿都拉曼和继承王位的蘇丹巴德利沙。

## 死亡
1943年5月13日，苏丹阿都哈密哈林沙在吉打亞羅士打的安南武吉皇宫駕崩，後葬於朗加皇家陵墓。兒子蘇丹巴德利沙繼位。

## 榮譽
- 泰國: 
  -  Member of the Order of the Crown of Siam (1876)
  -  Knight Grand Cross of the Order of the Crown of Siam (1890)
  -  Dushdi Mala Medal (Rajkarn Pandin) (1893)[1]
  -  Knight Grand Cross of the Order of the White Elephant of Siam (1895)
  -  Knight Grand Cross of the Order of Chula Chom Klao of Siam (1895)[2]
  -  Knight Grand Cordon of the Order of Chula Chom Klao of Siam (1908)
- 英国: 
  -  最卓越的聖米迦勒及聖喬治勳章二等勳爵士 (KCMG) – 爵士 (1911)
  -  乔治五世加冕纪念勋章获得者 (1911)
  -  乔治五世银禧纪念勋章获得者 (1935)
  -  乔治六世加冕纪念勋章获得者 (1937)

## 外部鏈接
- Genealogy Data
- The Kedah Pages